# Friedrich Ludwig (Musikwissenschaftler)
Friedrich Ludwig (* 8. Mai 1872 in Potsdam; † 3. Oktober 1930 in Göttingen) war ein deutscher Historiker, Musikwissenschaftler und Hochschullehrer. Sein Name ist eng verbunden mit der Erforschung und Neuentdeckung der Musik des Mittelalters im 20. Jahrhundert, insbesondere mit der Kompositionstechnik der isorhythmischen Motette in der Ars nova.

## Leben
Nach dem Abitur am Viktoria-Gymnasium, dem heutigen Helmholtz-Gymnasium Potsdam, studierte Ludwig zunächst Geschichtswissenschaft an der Universität Straßburg, wo er als Schüler Harry Bresslaus 1896 seinen Doktorgrad erwarb. Während seines Studiums wurde er Mitglied des Studentengesangvereins Arion Straßburg im Sondershäuser Verband. Seine musikalische Ausbildung verdankte er einerseits Gustav Jacobsthal, dem seinerzeit einzigen Ordentlichen Professor für Historische Musikwissenschaft in Deutschland, andererseits Albert Schweitzer und Hans Pfitzner, die er in Straßburg kennengelernt hatte und denen er freundschaftlich verbunden war. Für ungefähr ein Jahrzehnt unternahm er zahlreiche Reisen durch Europa, die ihm zur Erforschung der Quellen mittelalterlicher Musik dienten. 1905 habilitierte er sich und wurde Nachfolger des gleichzeitig emeritierten Jacobsthal, zunächst als Dozent, ab 1910 als Außerordentlicher Professor für Musikgeschichte. Nach dem Ende des Ersten Weltkriegs wurde er aus dem nun zu Frankreich gehörenden Straßburg ausgewiesen. Ab 1920 war er Ordentlicher Professor an der Georg-August-Universität Göttingen, deren Rektor er 1929/30 wurde. Unter seinen Schülern waren Konrad Ameln, Heinrich Besseler, Friedrich Gennrich, Heinrich Husmann und Joseph Müller-Blattau.

## Werk
Friedrich Ludwig gehörte zu den Kulturwissenschaftlern, die im Gegensatz zu der aus der Romantik tradierten Sichtweise die barocke Polyphonie nicht mehr als absoluten Wert betrachteten, sondern ihre historische Entwicklung und Entfaltung erforschten und so eine Erforschung und Neubewertung der Alten Musik einleiteten, durch die die Musik des Mittelalters theoretisch wie praktisch wieder zugänglich gemacht wurde. Sein Forschungsgebiet war die Musik vor dem Palestrinastil, das heißt Ars antiqua, Ars nova und die Niederländische Polyphonie. Als Historiker war Ludwig mit der kulturellen Einheit in der europäischen Geschichte des Spätmittelalters vertraut und betrachtete sie im Sinne Leopold von Rankes, dessen Enkelschüler er durch Bresslau war. Die slawischen Kulturen bezog er dabei in seine Perspektive ein. Anders als die Musikanschauung des 19. Jahrhunderts, die in der Folge von Georg Wilhelm Friedrich Hegels Phänomenologie des Geistes (1807) Musik als Kunst an sich behandelte, erforschte Ludwig die Musik im Sinne einer systematischen Methode in ihren Zusammenhängen mit anderen Kulturphänomenen wie Architektur und Literatur, insbesondere als Einheit mit der Dichtung in den mittelalterlichen Sprachen. Dazu diente ihm die Philologie des Mittelhochdeutschen, des Mittellateinischen und der mittelalterlichen romanischen Sprachen, die Choral- und die Zeitgeschichte. Er nutzte erstmals Quellen- und Stilvergleiche zur Datierung musikalischer Werke und führte diese Methoden in die musikhistorische Arbeit ein.
Zu Ludwigs Leistungen zählen die Erforschung des Organums, die Entzifferung der frühen Quadratnotation, die Entdeckung der Modalrhythmik in einstimmigen Liedern des 13. Jahrhunderts, die systematische Darstellung der Notre-Dame-Epoche und der Motettenkompositionen der Ars nova. Dabei übertrug er eine Vielzahl mehrstimmiger Werke bis ins 15. Jahrhundert hinein und publizierte sie in kritischen Editionen. Dabei entdeckte er das Kompositionsprinzip der Isorhythmie, deren Bezeichnung er auch prägte.

## Veröffentlichungen
- Die mehrstimmige Musik des 14. Jahrhunderts. In: Sammelbände der Internationalen Musikgesellschaft. Band 4, 1902/03, S. 16–69
- Die 50 Beispiele Coussemaker’s aus der Handschrift von Montpellier. In: Sammelbände der Internationalen Musikgesellschaft. Band 5, 1903/04, S. 177–244
- Die mehrstimmige Musik der ältesten Epoche im Dienste der Liturgie. Ein mehrstimmiges Sankt-Jakobs-Offizium des 12. Jahrhunderts. In: Kirchenmusikalisches Jahrbuch. Band 19, 1905, S. 1–16
- Über die Entstehung und die erste Entwicklung der lateinischen und französischen Motette in musikalischer Beziehung. In: Sammelbände der Internationalen Musikgesellschaft. Band 7, 1905/06, S. 514–528
- Die Aufgaben der Forschung auf dem Gebiete der mittelalterlichen Musikgeschichte. Straßburg 1906
- Die mehrstimmigen Werke der Handschrift Engelberg 314. In: Kirchenmusikalisches Jahrbuch. Band 21, 1908, S. 48–61
- Die liturgischen Organa Leonins und Perotins. In: Festschrift für Hugo Riemann. Leipzig 1909, S. 200–213
- Die mehrstimmige Musik des 11. und 12. Jahrhunderts. In: Kongress-Bericht zur Haydn-Zentenarfeier. Wien 1909, S. 101–108
- Repertorium organorum recentioris et motetorum vetustissimi stili. I. Catalogue raisonné der Quellen, Abt. 1. Handschriften in Quadratnotation. Niemeyer, Halle 1910
- Perotinus Magnus. In: Archiv für Musikwissenschaft. Band 3, 1921, S. 361–370
- Die Quellen der Motetten ältesten Stils. In: Archiv für Musikwissenschaft. Band 5, 1923, S. 185–222 und Band 6, 1924, S. 245 f.
- Die geistliche nichtliturgische, weltliche einstimmige und die mehrstimmige Musik des Mittelalters bis zum Anfang des 15. Jahrhunderts. In: Guido Adler (Hrsg.): Handbuch der Musikgeschichte. dtv, München 1924/1930, S. 157–195
- Die mehrstimmige Messe des 14. Jahrhunderts. In: Archiv für Musikwissenschaft. Band 7, 1925, S. 417–435 und Band 8, 1926, S. 130
- Versuch einer Übertragung der Motetten Herenthals Nr. 4 und 5. In: Zeitschrift für Musikwissenschaft. Band 8, 1925/26, S. 196–200
- Beethovens Leonore. 1930